# 機能主義 (国際関係)
機能主義（きのうしゅぎ、英: functionalism）は国際関係論の理論枠組みの一。国際機能主義（こくさいきのうしゅぎ、英: international functionalism）と言うこともある。第二次世界大戦前から存在するリベラリズムの中では古典的な考え方で、ある特定の問題領域で国家間協力を強力に推進することにより国際平和を確実なものにする、という理論である。著名な学者としてはデイヴィッド・ミトラニーがおり、彼のこの提言は後の国連専門機関発足につながっている。

## 政治学での考え方
機能主義の基本的な立場としては、「国益に絡む政治的なこと（論争的なこと＝特に軍事・外交）と非政治的なこと（非論争的なこと＝技術的・経済的なこと）の区別は可能」と考え、政治的な領域での協力ができなくても、非政治的な領域における関係を育成・発展させていくことで国家間の協力を制度化していき、国際平和の基礎を確立していくものである。
また、国家主権を制約して超国家的組織の創造は非現実的であるとする立場をとる。19世紀後半に万国電信連合や万国郵便連合といった技術的な国際機関が設置されたことが、この理論の発展を促したといえる。ただし、機能主義は、日米や米欧の経済摩擦の政治問題化に見られたような政治と非政治との二分法が通用しなくなったことにより、次の新機能主義においてエルンスト・B・ハースにより批判的に継承された。